# Werner Hartmann (Didaktiker)

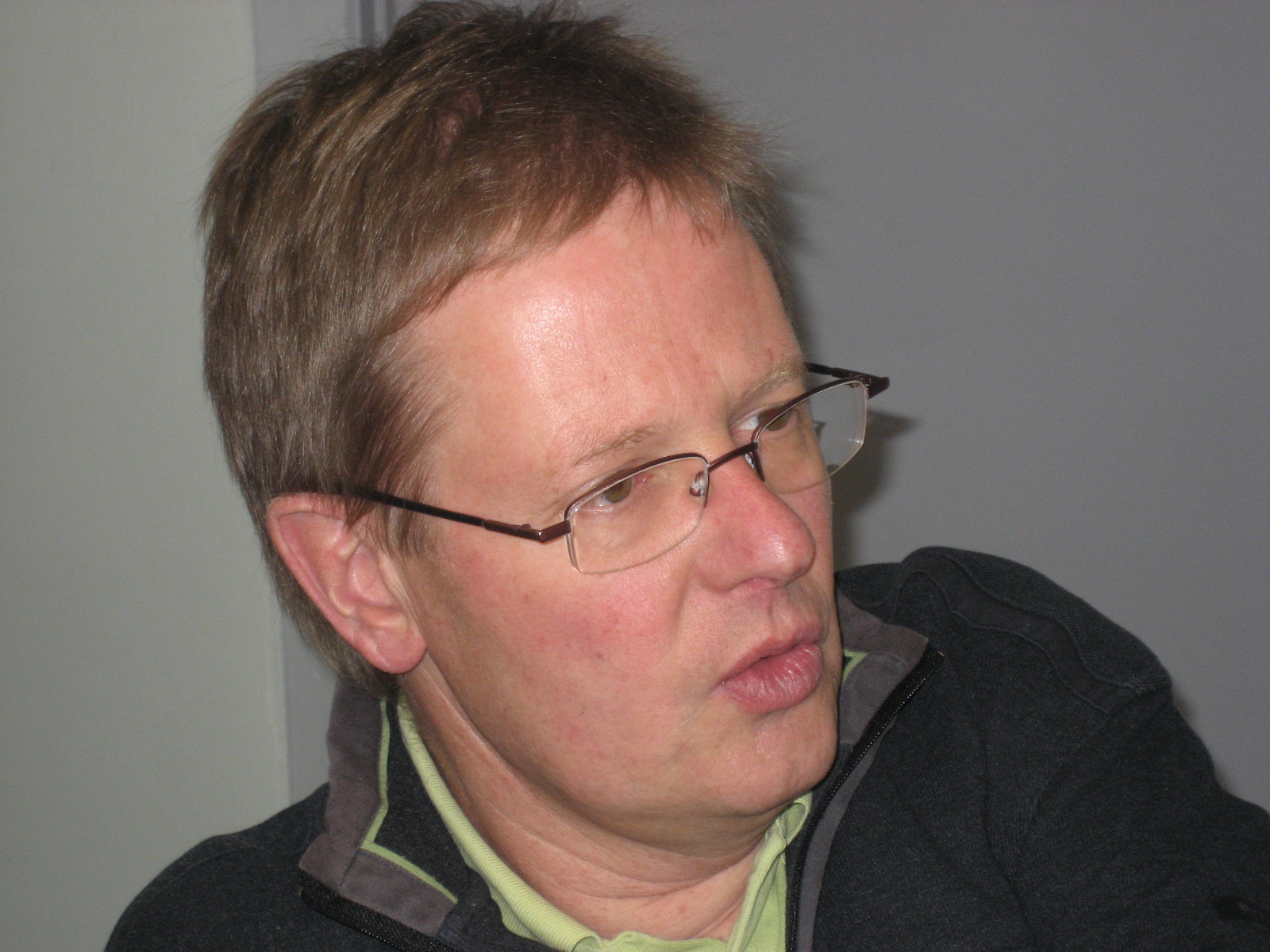
Werner Hartmann, 2008

Werner Hartmann (* 1953) ist ein Schweizer Informatik-Didaktiker.

## Beruflicher Werdegang
Von 1973 bis 1978 studierte Werner Hartmann an der Universität Zürich Mathematik, promovierte anschließend im Themenbereich Berechnungskomplexität und absolvierte die Ausbildung zum Gymnasiallehrer. Von 1983 bis 2010 unterrichtete er an der Kantonsschule Baden Mathematik. Am Departement Informatik der ETH Zürich baute er mit Jürg Nievergelt die Informatik-Didaktik-Ausbildung auf.
2004 wurde Hartmann zum Titularprofessor der ETH Zürich ernannt. Ein Jahr später wechselte er zur Pädagogischen Hochschule Bern. Im Zentrum seiner Tätigkeiten stehen die effiziente Nutzung von Informations- und Kommunikationstechnologien in der Ausbildung, E-Learning und Multimedia-Learning, Didaktik des Informatikunterrichtes und die Entwicklung und der Einsatz interaktiver, computergestützter Lernumgebungen. Unter Beteiligung von Werner Hartmann entstanden Dienste wie die Programmier-Lernumgebung Kara, die didaktische Suchmaschine Soekia, die Lernumgebung Info-Traffic zu Logik, Warteschlangen und dynamischen Systemen, Wikibu, ein didaktischer Dienst zur Förderung der kompetenten Nutzung der Online-Enzyklopädie Wikipedia sowie LearningApps eine Austauschplattform und Autorenwerkzeuge für interaktive, multimediale Lernbausteine. Werner Hartmann war Mitinitiant der Cyber Roadshow SATW, des Swiss Centre’s for Innovations in Learning an der Universität St. Gallen, sowie der beiden Bildungsserver EducETH und SwissEduc. Mit Sam Zürcher hat er die Exploration Engine Horizobu entwickelt, eine hybride Suchmaschine, welche sich stark auf soziale Such-Aspekte stützt. Wesentlich beteiligt war Werner Hartmann an der Entwicklung des sog. Dagstuhl-Dreiecks.

## Publikationen
- Marco Bettinaglio, Werner Hartmann, Hans Rudolf Schneebeli: Mathematik sehen. Graphikrechner im Unterricht. sabe, Zürich, 1994.
- Werner Hartmann, Michael Näf, Peter Schäuble: Informationsbeschaffung im Internet. Grundlegende Konzepte verstehen und umsetzen. Orell Füssli, Zürich 2000, ISBN 3-280-02794-2.
- Michael Näf, Patrick Streule, Werner Hartmann: Risiko Internet? Sicherheitsaspekte bei der Internet-Benutzung. Orell Füssli, Zürich 2000, ISBN 3-280-02770-5.
- Raimond Reichert, Jürg Nievergelt, Werner Hartmann: Programmieren mit Kara. Ein spielerischer Zugang zur Informatik. Springer, Berlin 2004, ISBN 978-3-540-23819-5
- Werner Hartmann, Michael Näf, Raimond Reichert: Informatikunterricht planen und durchführen. Springer, Berlin 2006, ISBN 3-540-34484-5.
- Werner Hartmann, Michael Näf, Raimond Reichert: Enseigner l'informatique. Springer, France 2011, ISBN 978-2-8178-0261-9.
- Werner Hartmann, Alois Hundertpfund: Digitale Kompetenz – Was die Schule dazu beitragen kann. hep-Verlag, Schweiz 2015, ISBN 978-3-0355-0311-1.
- Werner Hartmann, Diana Jurjevic, Fabienne Senn, Bettina Waldvogel, Urs Zuberbühler: connected - Medien und Informatik. Lehrmittelverlag Zürich, 2018, ISBN  978-3-03713-776-5
- Beat Döbeli Honegger, Michael Hielscher, Werner Hartmann: Lehrmittel in einer digitalen Welt. Expertenbericht im Auftrag der Interkantonalen Lehrmittelzentrale (ilz), 2018. Online verfügbar unter www.ilz.ch.